# Obrium pallidisignatum
Obrium pallidisignatum är en skalbaggsart som beskrevs av Hayashi 1977. Obrium pallidisignatum ingår i släktet Obrium och familjen långhorningar. Inga underarter finns listade i Catalogue of Life.